# Bernd Leno
Bernd Leno (n. 4 martie 1992) este un fotbalist german care joacă ca portar la Fulham FC în Premier League din Anglia.

## Carieră internațională
Leno a primit primul său apel la echipa germană în octombrie 2015 pentru meciurile de calificare pentru Euro 2016 împotriva Republicii Irlandei și Georgia.

## Statistici
| Performanță la club    | Performanță la club    | Performanță la club    | Campionat | Campionat | Cupă      | Cupă      | Europa  | Europa | Total   | Total  |
| Sezon                  | Club                   | Ligă                   | Meciuri   | Goluri    | Meciuri   | Goluri    | Meciuri | Goluri | Meciuri | Goluri |
| Germania               | Germania               | Germania               | League    | League    | DFB-Pokal | DFB-Pokal | Europa  | Europa | Total   | Total  |
| ---------------------- | ---------------------- | ---------------------- | --------- | --------- | --------- | --------- | ------- | ------ | ------- | ------ |
| 2009–10                | VfB Stuttgart II       | 3. Liga                | 17        | 0         | 0         | 0         | –       | –      | 17      | 0      |
| 2010–11                | VfB Stuttgart II       | 3. Liga                | 37        | 0         | 0         | 0         | –       | –      | 37      | 0      |
| 2011–12                | VfB Stuttgart II       | 3. Liga                | 3         | 0         | 0         | 0         | –       | –      | 3       | 0      |
| Stuttgart II total     | Stuttgart II total     | Stuttgart II total     | 57        | 0         | 0         | 0         | –       | –      | 57      | 0      |
| 2011–12                | Bayer Leverkusen       | Bundesliga             | 33        | 0         | 0         | 0         | 8       | 0      | 41      | 0      |
| 2012–13                | Bayer Leverkusen       | Bundesliga             | 32        | 0         | 2         | 0         | 6       | 0      | 40      | 0      |
| 2013–14                | Bayer Leverkusen       | Bundesliga             | 34        | 0         | 4         | 0         | 8       | 0      | 46      | 0      |
| 2014–15                | Bayer Leverkusen       | Bundesliga             | 34        | 0         | 4         | 0         | 10      | 0      | 48      | 0      |
| 2015–16                | Bayer Leverkusen       | Bundesliga             | 33        | 0         | 4         | 0         | 12      | 0      | 49      | 0      |
| 2016–17                | Bayer Leverkusen       | Bundesliga             | 34        | 0         | 1         | 0         | 7       | 0      | 42      | 0      |
| Bayer Leverkusen total | Bayer Leverkusen total | Bayer Leverkusen total | 200       | 0         | 15        | 0         | 51      | 0      | 266     | 0      |
| Total carieră          | Total carieră          | Total carieră          | 257       | 0         | 15        | 0         | 51      | 0      | 323     | 0      |